# Fuga del gato

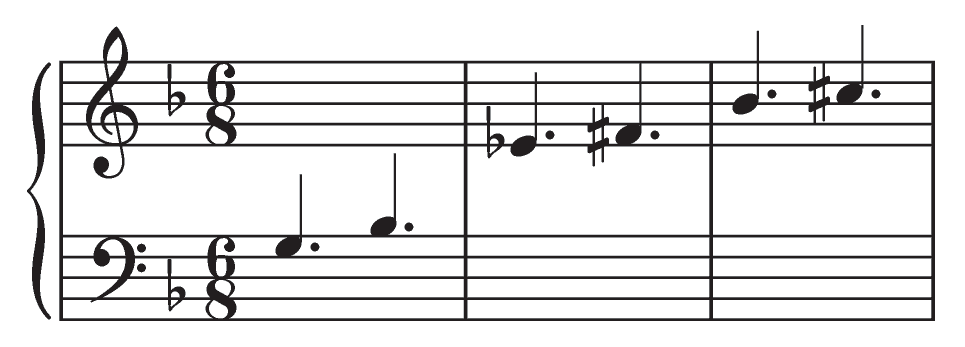
Motivo axial de la «Fuga del gato».

La sonata en sol menor K. 30 (Longo L. 499), de Domenico Scarlatti, conocida como «Fuga del gato», es una sonata bipartita para clavecín en un movimiento con indicación de tempo moderato y estilo fugado.

## Historia del nombre

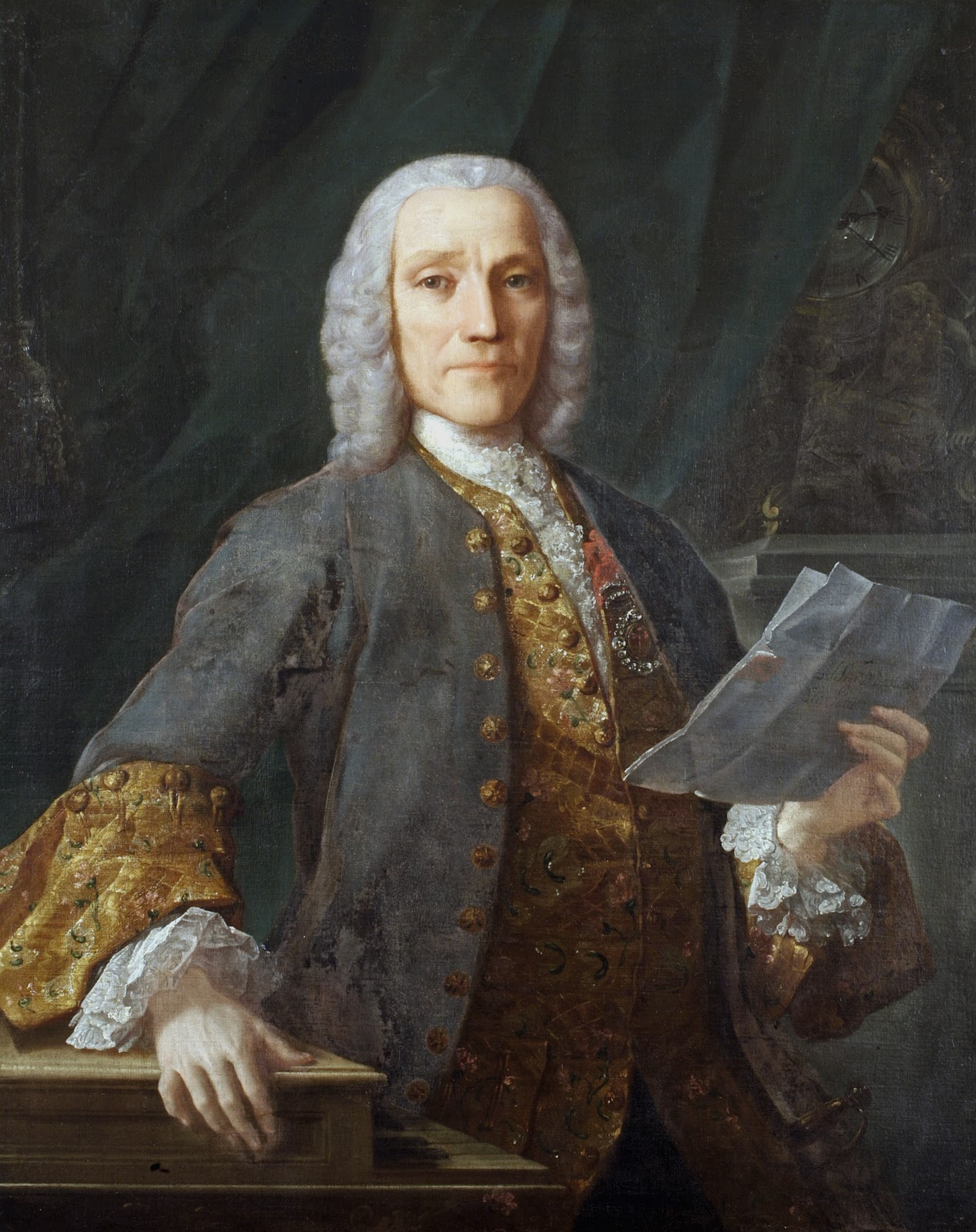
Domenico Scarlatti, autor de la «Fuga del gato».

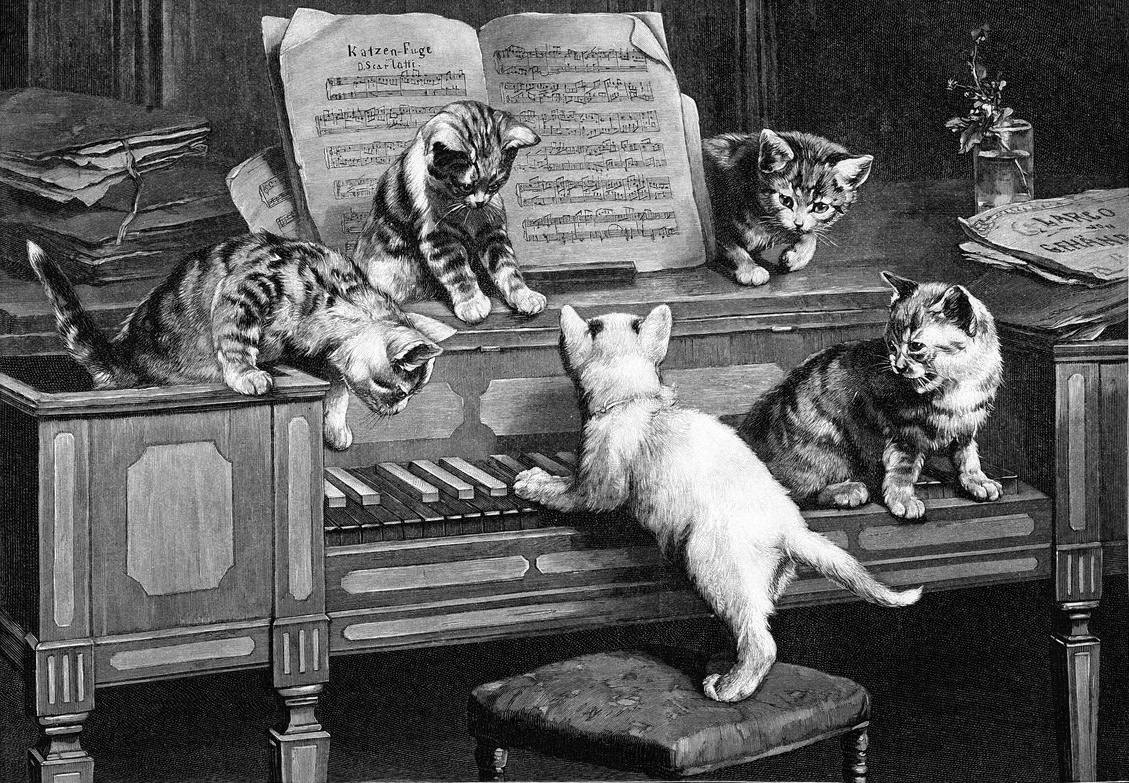
Carl Reichert, Fuga del gato (grabado, 1870)

El sobrenombre «fuga del gato» con que es conocida la sonata K. 30 de Domenico Scarlatti, no le fue dado hasta comienzos del siglo XIX, y nunca fue utilizado por el propio compositor. Su origen está en una leyenda acerca de cómo Scarlatti llegó a crear el inusual motivo musical con que la fuga está construida y que ocupa los tres primeros compases de la pieza.
De acuerdo con dicha fantasiosa anécdota, Scarlatti tenía un gato llamado Pulcinella que en un paseo sobre el teclado hizo sonar el motivo musical que fue inmediatamente escrito por el compositor, que desarrolló toda la pieza a partir de estas interesantes notas azarosas.
El sobrenombre fue usado en programas de conciertos a lo largo del siglo XIX, y con él fue publicado por editores de las sonatas scarlattianas como Clementi, Czerny y Longo; y pianistas como Liszt.

## Influencia
La sonata K. 30 fue publicada en Londres en 1739. Händel, famoso por la reutilización de su propia música y la de otros, escribió sus Concerti grossi op. 6 entre finales de septiembre y finales de octubre de 1739 y la extraña descendente de intervalos del segundo movimiento del Concerto groso n.º 3 es una reminiscencia de la pieza de Scarlatti. A principios del siglo XIX, el teórico y compositor Anton Reicha conocía esta obra y escribió una fuga sobre el mismo tema para sus 36 fugas de 1803.

## Interpretaciones
La sonata K. 30 ha sido una pieza popular. La interpretó Franz Liszt —que había conocido la sonata 30 a través del coleccionista de manuscritos romano Abbé Santini— quien la incluyó en sus programas de conciertos en Berlín a principios de 1840. Ignaz Moscheles también la interpretaba; en ambos programas aparecía bajo el título de la «Fuga del gato».